# Robert LeRoy
Robert LeRoy (Nova York, 7 de Fevereiro de 1885 - Nova York, 7 de Setembro de 1946) foi um tenista estadunidense. medalhista de prata em simples e duplas no tênis dos Jogos Olímpicos de Verão de 1904.